# آناکی، کوئینزلند
آناکی (به انگلیسی: Anakie) یک شهرک در استرالیا است که در کوئینزلند واقع شده‌است.